# Marsciano

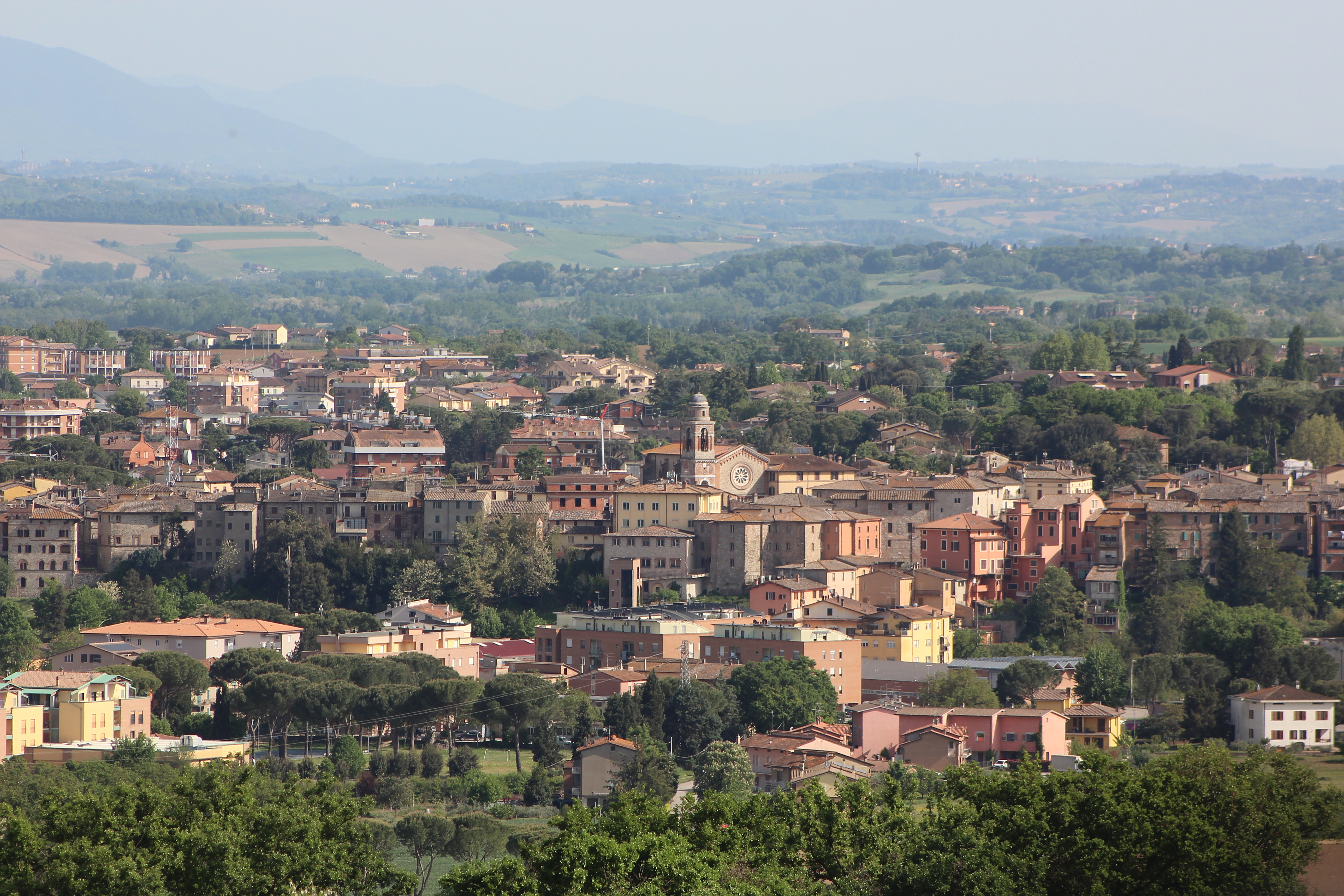
Blick auf Marsciano

Marsciano ist eine Gemeinde in der italienischen Provinz Perugia in der Region Umbrien mit 17.988 Einwohnern (Stand 31. Dezember 2023).

## Geografie
Die Stadt liegt ungefähr 25 km südlich von Perugia und bedeckt eine Fläche von 161,5 km². Der Ort liegt an dem Fluss Nestore.
Zu den Ortsteilen gehören Badiola, Castello delle Forme, Castiglione della Valle, Cerqueto, Compignano, Mercatello, Migliano, Montelagello, Morcella, Monte Vibiano Vecchio, Olmeto, Papiano, Pieve Caina, San Biagio della Valle, San Valentino della Collina, Sant’Apollinare, Sant’Elena, Spina und Villanova.
Die Nachbargemeinden sind Collazzone, Deruta, Fratta Todina, Perugia, Piegaro, San Venanzo (TR) und Todi.

## Partnerstädte
- Jablonec nad Nisou (Tschechien)

## Söhne und Töchter der Stadt
- Mario Ceccobelli (* 1941), katholischer Geistlicher, Bischof von Gubbio
- Giancarlo Antognoni (* 1954), Fußballspieler